# MSC Oscar
MSC Oscar è una delle più grandi navi portacontainer al mondo. Battezzata l'8 gennaio 2015, MSC Oscar è stata per breve tempo la nave portacontainer più grande al mondo.
MSC Oscar prende il nome dal figlio di Diego Aponte, presidente e amministratore delegato del proprietario della Mediterranean Shipping Company (MSC).
La nave è stata costruita da Daewoo in Corea del Sud per 140 milioni di dollari.

## Caratteristiche
La nave fu inizialmente progettata per 18 400 TEU. Al completamento della costruzione, la capacità era di 19 224 TEU, compresa la capacità di 1 800 container refrigerati. Poiché la portata lorda della nave è di 197 362 DWT, può trasportare un carico completo di container solo se ciascuno ha un peso medio non superiore a 10,2 tonnellate. Con container medi di 14 tonnellate, la capacità è di circa 14 000 TEU.  
Il motore principale della nave è un diesel MAN Diesel 11S90ME-C a due tempi, che ha un'altezza di 15,5 m (51 ft), una lunghezza di 25 m (82 ft)     e una larghezza di 11 m (36 ft). Il motore ha una valutazione continua massima di 62,5 MW (83 800 hp) a 82,2 giri/min e una valutazione continua normale di 56,25 MW (75 430 hp) a 79,4 giri/min.

## Navi gemelle
- MSC Zoe
- MSC Oliver[7][8]
- MSC Maya[9]
- MSC Sveva[10]